# Wang (Huizong)
Wang, född 1084, död 1108, var en kinesisk kejsarinna, gift med kejsar Song Huizong. 
Hon var dotter till en prefekt i huvudstaden. År 1099 valdes hon ut som en av tre kvinnor åt prins Huizong av änkekejsarinnan, varav hon blev hans huvudgemål och de övriga två konkubiner. När maken blev kejsare år 1100 blev hon som huvudgemål hans kejsarinna. Hon födde en dotter 1101, men fick inga fler barn. Kejsarinnan Wang spelade ingen roll vid hovet utom den ceremoniella eftersom kejsaren var likgiltig för henne. 